# Mongol labdarúgó-szövetség

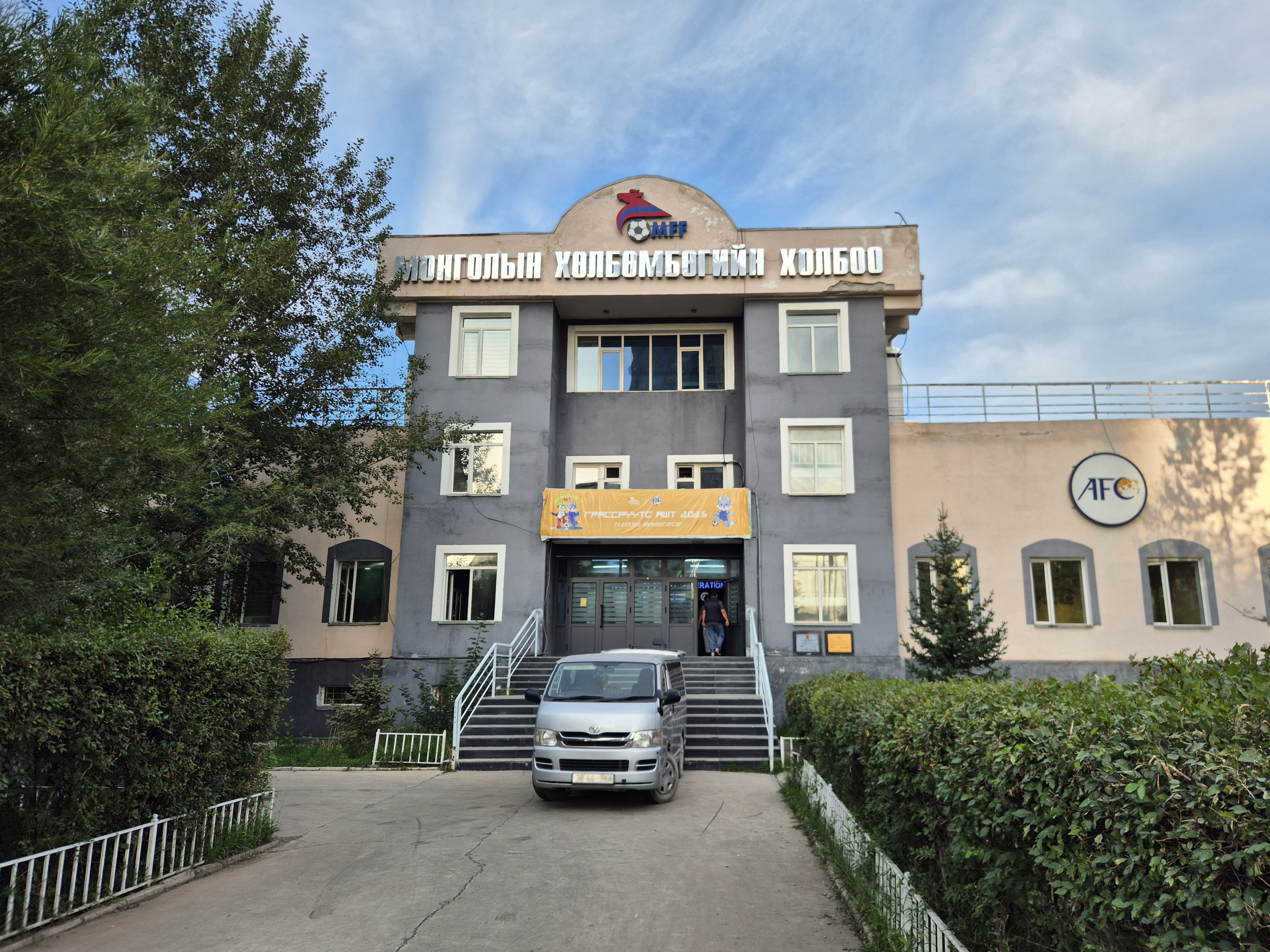
Mongol labdarúgó-szövetség

A mongol labdarúgó-szövetség (mongolul: Монголын Хөлбөмбөгийн Холбоо; magyar átírásban: Mongolin Hölbömbögijn Holboo) Mongólia nemzeti labdarúgó-szövetsége. 
1959-ben alapították, azóta a szövetség szervezi a mongol labdarúgó-bajnokságot és működteti a férfi- valamint a női labdarúgó-válogatottat. Székhelye Ulánbátorban található.